# Rathold von Aibling

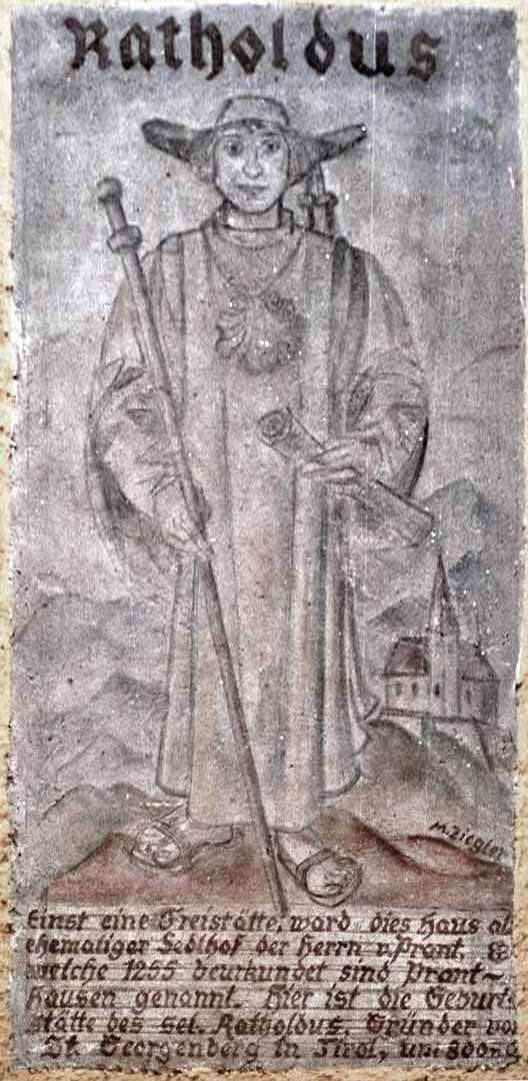
Ratholdusdarstellung an der Nordwand des ehemaligen Schlosses Prantshausen

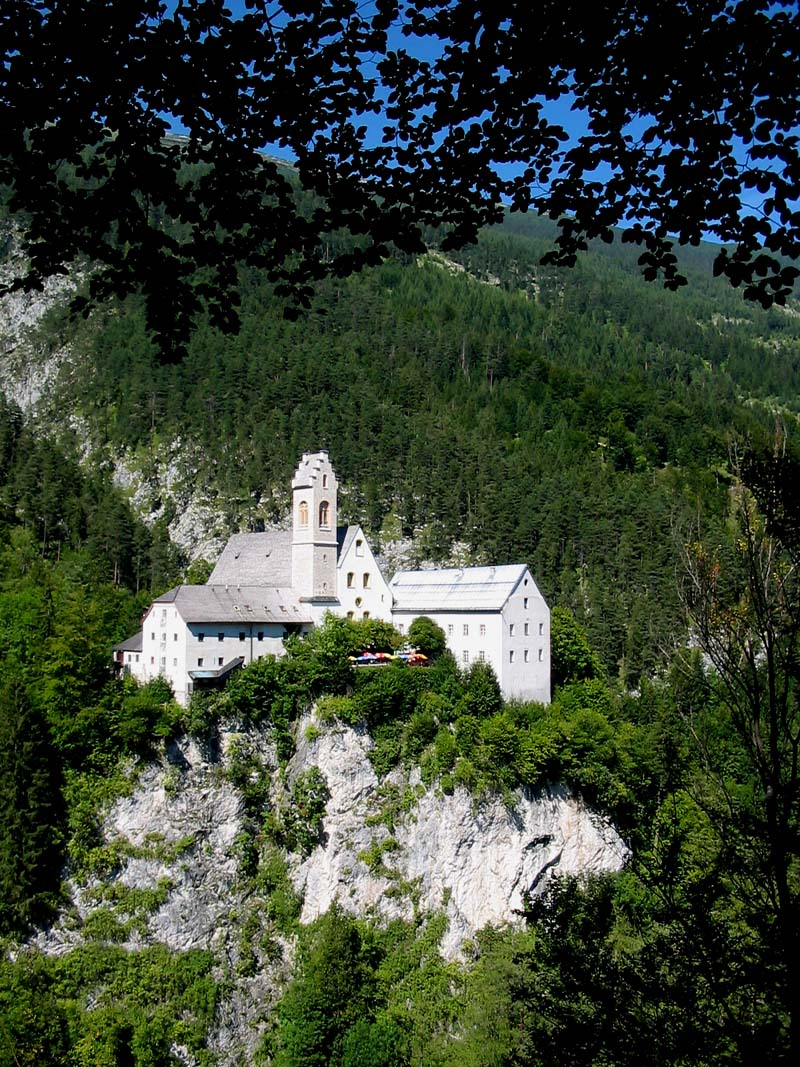
St. Georgenberg von Süd

Rathold von Aibling wurde wahrscheinlich um 900 n. Chr. als Spross der im Unterinntal begüterten Rapotonen geboren. Als Geburtsstätte wird der bereits 800 urkundlich erwähnte gefreyte Sedlhof Prantshausen (später Schloss Prantshausen) in Bad Aibling angenommen.
Der Legende nach zog Rathold sich als Eremit in der ersten Hälfte des 10. Jahrhunderts in eine Höhle gegenüber dem heutigen Georgenberg (bei Stans im Tiroler Unterinntal) zurück, nachdem er Wallfahrten nach Rom und Santiago de Compostela unternommen haben soll. Gefährten scheinen ihm bald nachgefolgt zu sein.
Die Gemeinschaft wurde spätestens 1138 durch Bischof Reginbert von Brixen zur Benediktiner-Abtei erhoben. Erster Abt (1138–1174) war Eberhard aus dem Geschlecht derer von Aibling.
Im Mittelalter war St. Georgenberg die bedeutendste Wallfahrtsstätte Tirols. Auch aus Aibling finden bis heute Wallfahrten nach dem Kloster statt, das auf einer Felskuppe über der Einmündung des Georgenbachs in den (aus dem Stallenbach hervorgehenden) Stanser Bach liegt. Von Stans aus kann es unter anderem über die malerische Wolfsklamm erreicht werden.
Rathold, in verschiedenen Quellen auch als Ratold, Rapoto III. oder Ratolf III. bezeichnet, starb in der zweiten Hälfte des 10. Jahrhunderts vermutlich auf dem Georgenberg, manchen Quellen zufolge 954. Er wurde seliggesprochen. Sein Fest ist am 16. Dezember.